# Радич Поступовић
Радич Поступовић је био српски властелин из прве половине XV века. Прво је носио титулу челника за владавине деспота Стефана Лазаревића (кнез 1389 — 1402, деспот 1402-1427) који му је 1405. године издао две повеље на Расини и са којим је учествовао у победи над султаном Мусом 1413. године. Потом је током владавине деспота Ђурђа Бранковића (1427—1456) носио титулу велики челник.

## Живот
Био је непознатог порекла, жена му се наводно звала Ана, а син Мисаило. Његова баштина везује се за руднике у Новом Брду и Руднику и са градом Козником.
Прву своју задужбину, Цркву Светог Ђорђа у манастиру Враћевшница код Горњег Милановца, Радич Поступовић подигао је 1428/29.године. Црква је ана 1431.
Пре 1429/1430. подигао је цркву посвећену Благовештењу Пресвете Богородице на реци Грабовничици за коју није поуздано утврђено где се налазила. У стручној литератури као могуће локације наводе се рудничка област или околина Александровца. Радич Поступовић највероватније је био ктитор манастира Јешевац, који је од манастира Враћевшница удаљен непуних 8 километара.
По предању, Приписује му се и црква посвећена Светом Арханђелу Гаврилу у Борчу код Кнића, мада најстарији сачувани натпис датира из 1553. године.
Између 1435. и 1436. Радич је отишао у манастир Кастамонит на Светој гори, чији је био други ктитор, и тамо се замонашио, добивши име Роман. Био је жив 1441. године када је „молио кадију човек који је 1413. заповедао војском деспота Стефана и сатро неукротивог султана Мусу.
Вероватно је крај живота провео у својој светогорској задужбини, било у самом манастиру, било на неком од његових имања, где је и сахрањен. Томе би у прилог ишла чињеница да је напуштајући Србију, у своју задужбину на Атосу донео своје баштинске и даровне повеље које су пронађене у Кастамониту. Највероватније је умро пре 1456. године, када су деспот Ђурађ и његов син Лазар (1456-1458) Радичеву задужбину, цркву Светог Ђорђа у Враћевшници поклонили митрополиту Венедикту.

## Предање
Према народној традицији, његов отац је био војвода Милутин, који је погинуо у Косовском боју, а презивао се Поступовић. Према Стојану Новаковићу, Радич је познат у народним песмама и као Раде Облачић или Облак Радосав, па чак и као Рајко од Расине.